# Augusta Ráurica

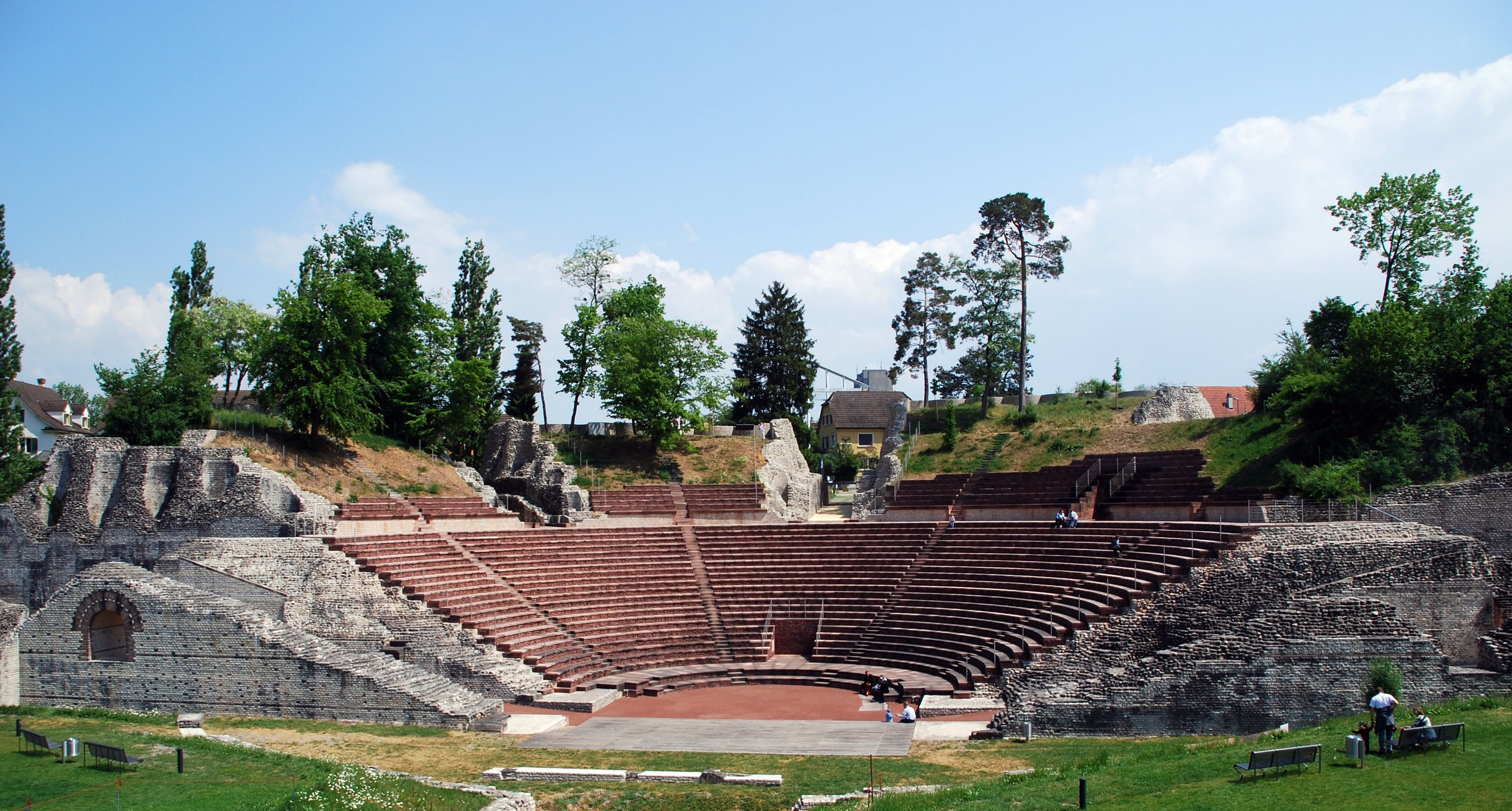
O Teatro de Augusta Ráurica

Augusta Ráurica (em latim: Augusta Raurica) é um sítio arqueológico na Suíça no vale do Reno Superior, a 10 km a leste de Basileia. O Museu Romano de Augst é um museu arqueológico a céu aberto, onde se pode ver o maior teatro romano ao norte dos Alpes, mostrando nas instalações cobertas as descobertas mais importantes da cidade romana, como o tesouro de objectos em prata de Kaiseraugst.

## Situação
Na margem sul do Reno, o sítio estende-se nos territórios das comunas de Augst - Augusta Ráurica - e de Kaiseraugst, no eixo de comunicação que liga Roma à Germânia, pelo Passo de São Bernardo, Avêntico, a atual Avenches, Solodurum, a Soleura atual e Windisch, e as suas ligações com Augusta Raurica através da Garganta do Taubenloch. Por outro lado o Rio Reno também favoreceu o comércio e as ligações com o resto do vale.
Devido ao terreno, a localidade estava dividida em três partes; junto ao rio os artesãos e comerciantes, a meio da colina as residências, e no cimo da colina o campo militar, construído por volta do ano 270.

## História
Segundo a inscrição em um túmulo, Lúcio Munácio Planco fundou em 44 a.C. em Basileia a Colônia Ráurica. Por volta do ano 200 contava-se cerca de 20 000 habitantes, número superior ao de Avenches. Mesmo sem nunca ter tido um papel muito importante a nível económico e de comunicações, sua "idade de ouro" ocorreu entre o fim do século I e metade do século III, quando quase tudo que circulava entre o Baixo e o Alto Reno passava por Augusta Raurica.

## Escavação
Em 1582 Andreas Ryff e Basile Amerbach o Jovem fizeram escavações na ruína do teatro, o que faz deste sítio o primeiro campo de investigação arqueológico a Norte dos Alpes, e a Sociedade de História e de Arqueologia de Basileia foi encarregada destas pesquisas em 1839, chegando a comprar a zona do teatro romano do sítio em 1884 para impedir qualquer depreciação, o que aliás tem continuado a fazer pois com a ajuda da fundação Pro-Augusta, e mesmo pelo Cantão de Basileia-Campo, continuam a comprar parcelas.
Augusta Raurica possuía todas as infraestruturas de uma colónia romana; uma Cúria, ao lado de uma Fórum Romano, e o Anfiteatro. A cidade e as redondezas mostram uma mistura de típica de cultura romana e autóctone. Encontraram-se em seis templos galo-romanos que formavam uma verdadeira cintura na periferia ocidental da cidade, e existem inscrições, esculturas e cerâmicas relacionadas com os sacerdotes do culto imperial, flâmines augustais (flamines Augustales) -, com inscrições das numerosas divindades invocadas.

## Imagens

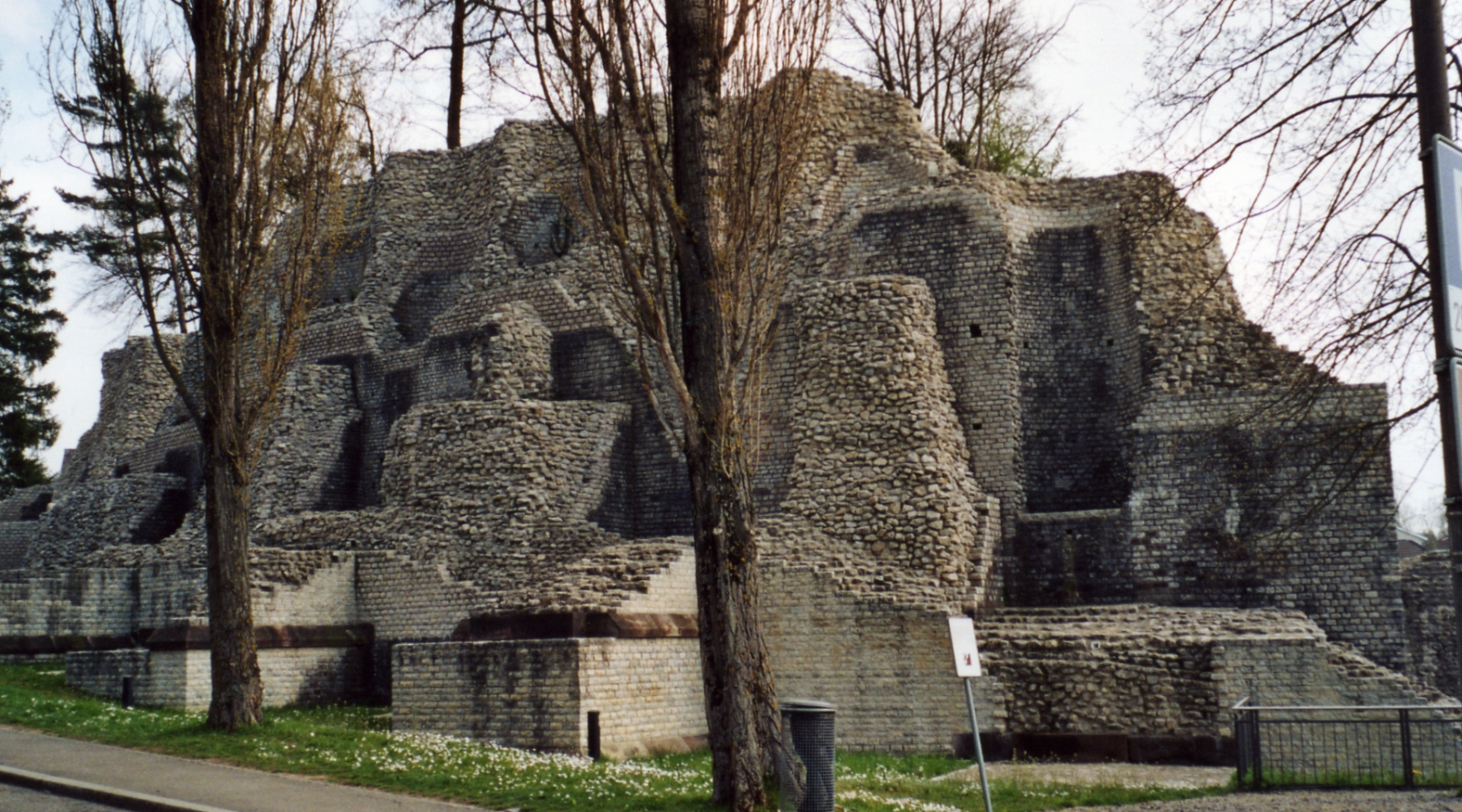
Teatro visto de trás
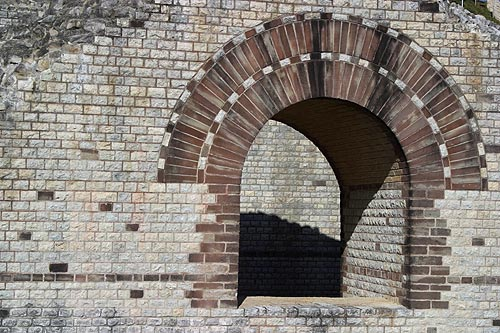
Detalhe do teatro
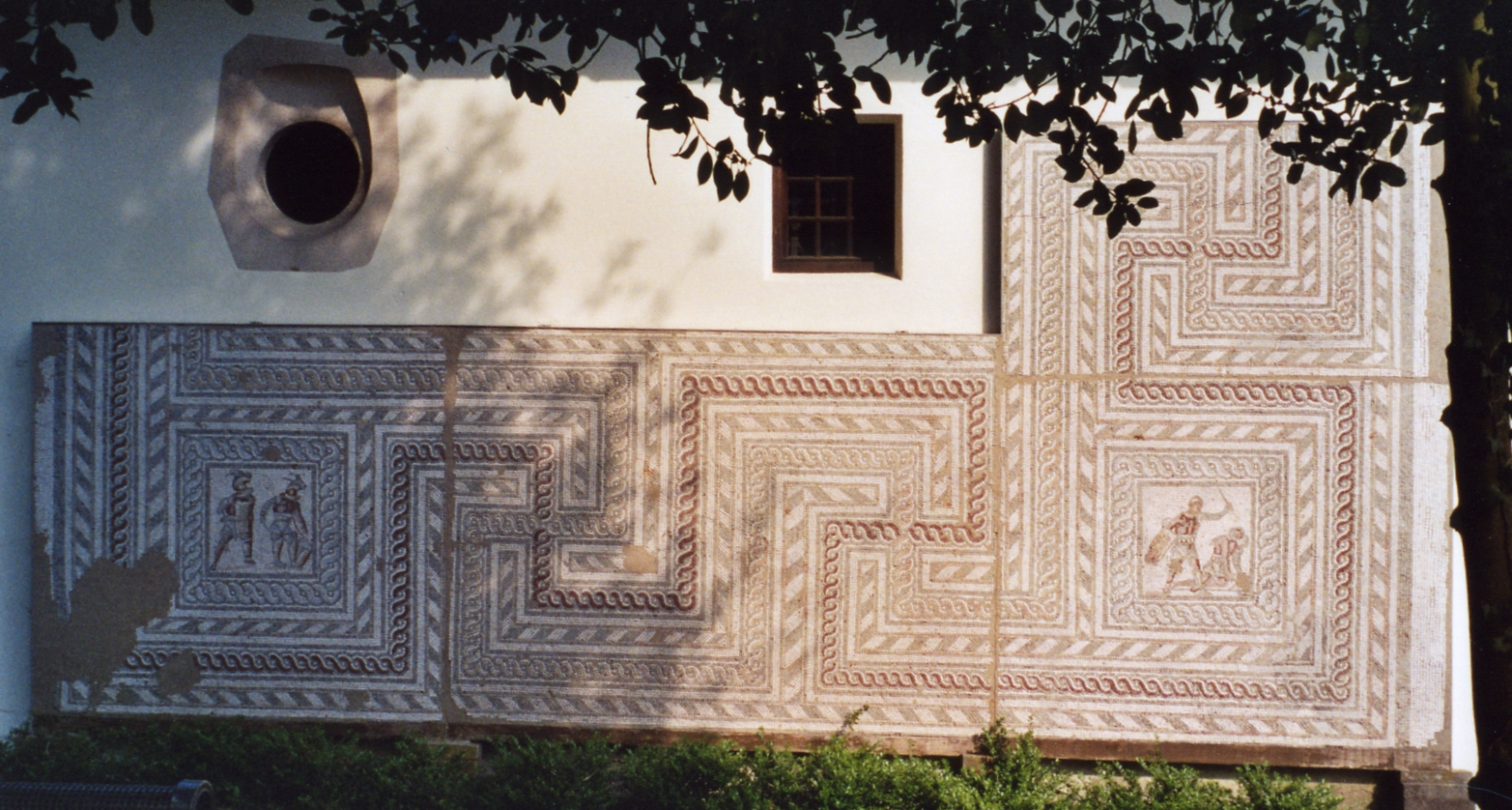
Mosaicos
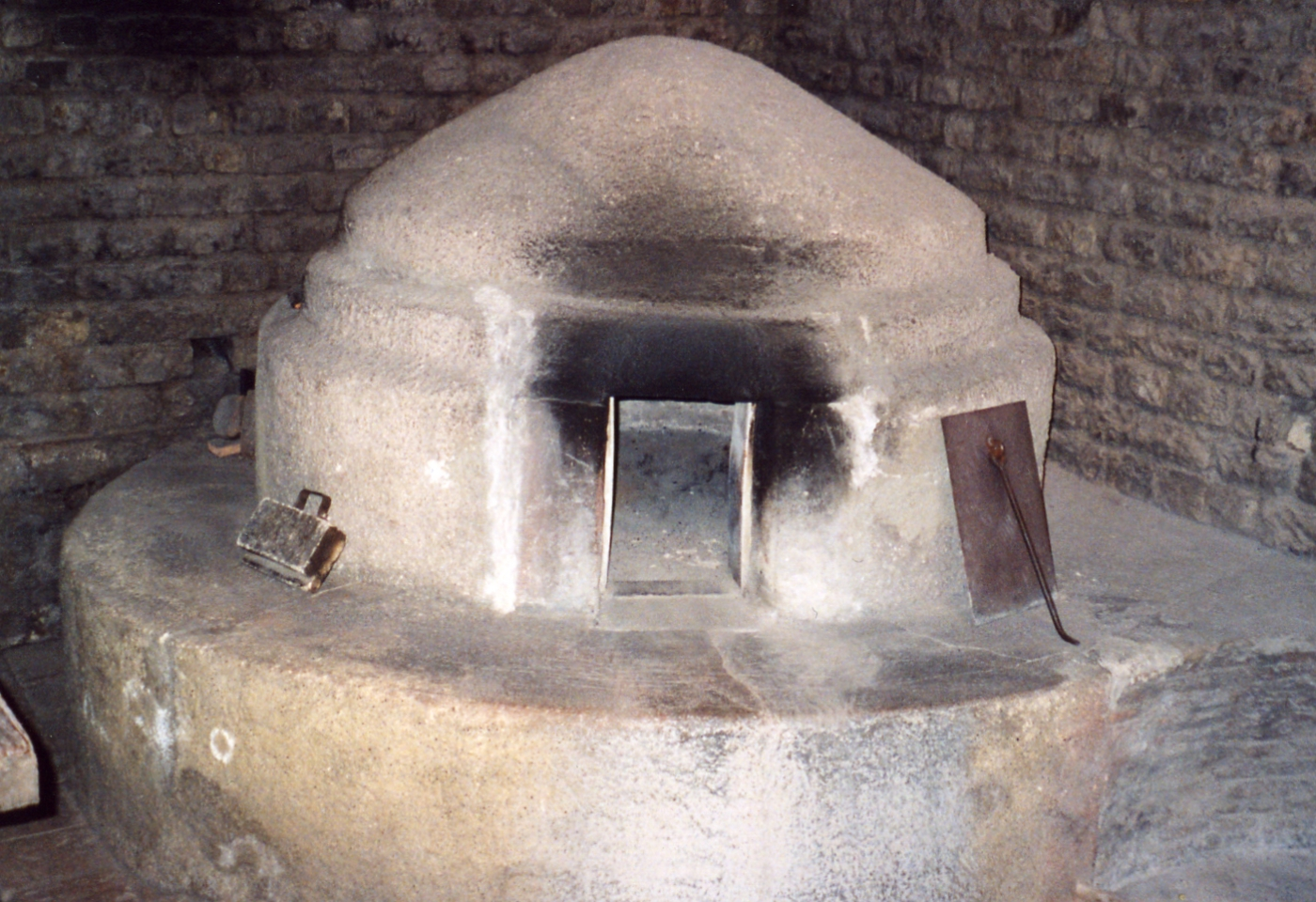
Forno
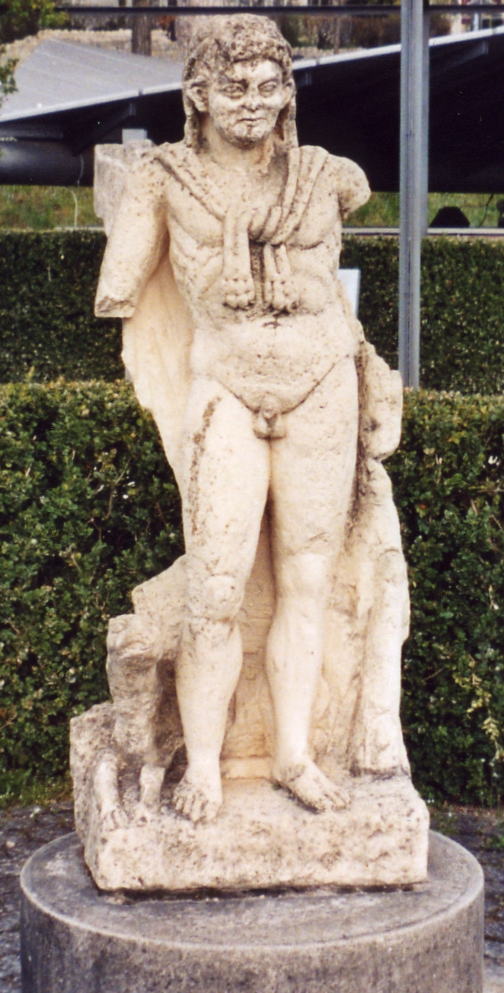
Estátua de Hércules
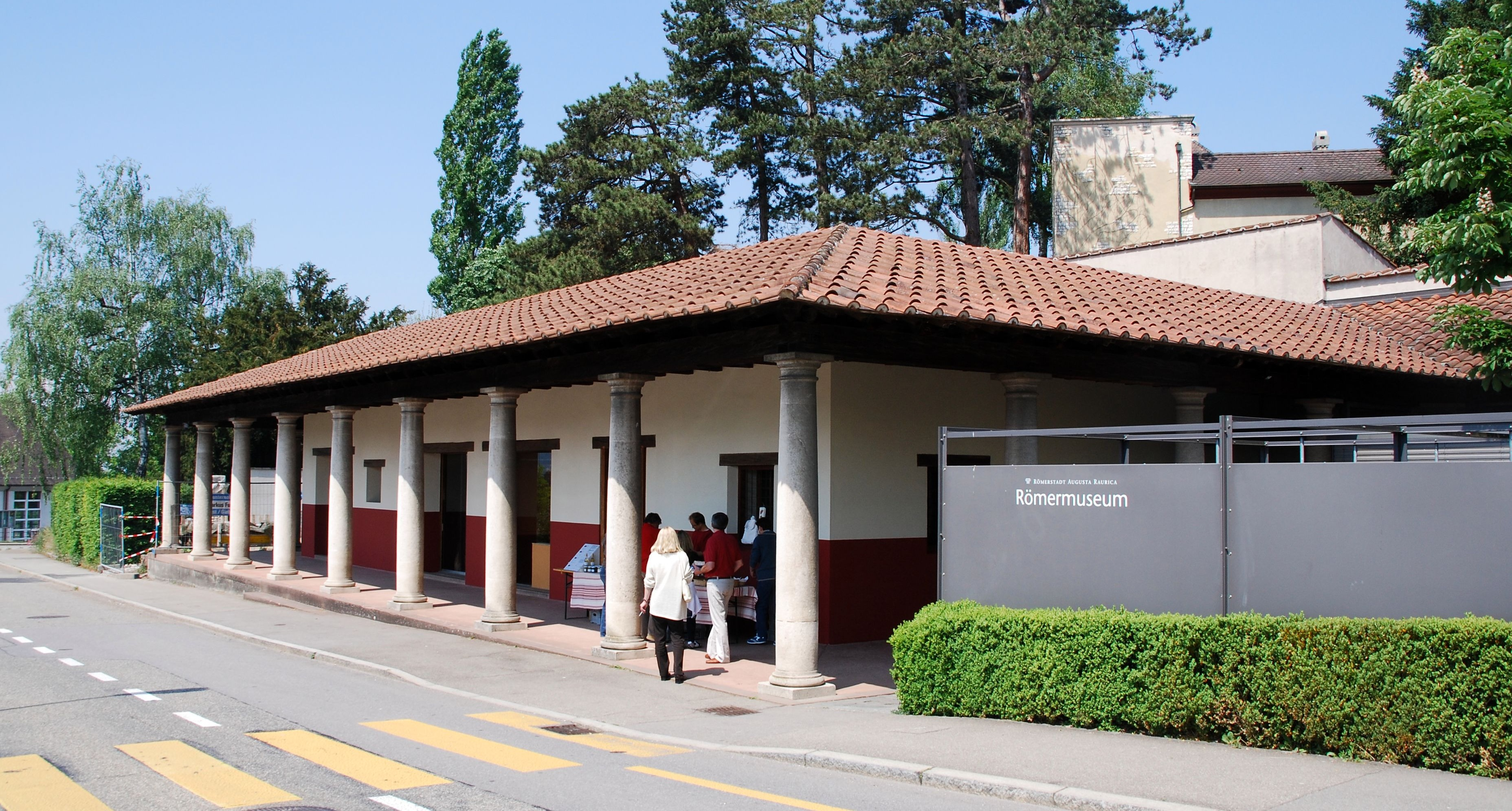
O museu